# 杜楝属
杜楝属（学名：Turraea）是楝科下的一个属，为乔木或灌木植物。该属共有90种，分布于亚洲热带地区、大洋洲和非洲南部。